# Keetmanshoop
Keetmanshoop è una cittadina della Namibia meridionale, capitale della regione di ǁKaras. Si trova sulla ferrovia TransNamib che congiunge Windhoek a Upington (Sudafrica). Prende il nome da Johann Keetman, imprenditore tedesco che finanziò la fondatore della missione cristiana che costituì il primo nucleo la città; keetmanshoop, in afrikaans, significa "la speranza di Keetman". La città è il principale luogo di incontro e scambio delle popolazioni della regione, in larga parte dedite all'allevamento di ovini.

## Storia

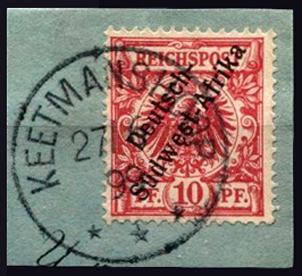
Francobollo per l'Africa sud-occidentale tedesca con timbro postale Keetmanshoop 1899

Prima dell'arrivo degli europei, l'area di Keetmanshoop era abitata dal popolo Nama, che chiamava la zona Nu-gouses ("pozza nera"), con riferimento alla presenza di una sorgente. I missionari della Società Missionaria Renana giunsero a Nu-gouses il 14 aprile 1866, data che oggi viene ricordata come fondazione della città. La missione fu finanziata dall'imprenditore tedesco Johann Keetman, che però non la visitò mai.

## Monumenti e luoghi di interesse
Keetmanshoop si trova nei pressi di due foreste di kokerboom (l'albero faretra tipico della Namibia) e della Naute Dam. Il Keetmanshoop Museum è ospitata nella vecchia chiesa neogotica della missione (1895), che è uno degli edifici più celebri della Namibia. Un altro edificio che riveste un certo interesse architettonico è l'ufficio postale (1910).

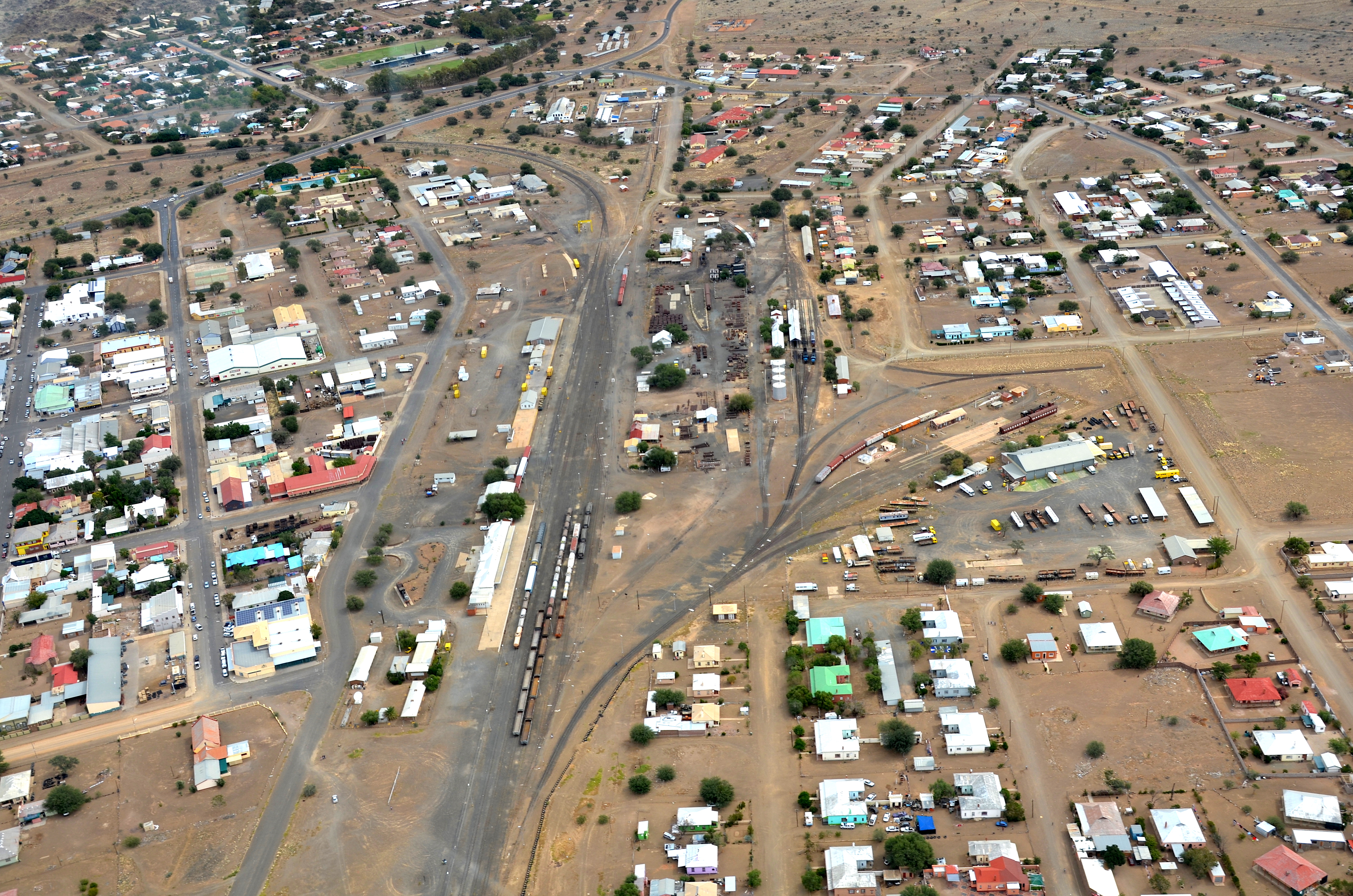
Città di Keetmanshoop con la stazione